# すべては終わりぬ
「すべては終わりぬ」（すべてはおわりぬ、原題: Hard Times Come Again No More）は、1854年にスティーブン・フォスターが作曲したパーラーソング。1855年にニューヨークのファース・ポンド社から出版された。本作は、アメリカ南北戦争に起因する経済的な貧しさから逃れようとする人々の苦闘を詞として表現した楽曲となっている。楽曲のタイトルは「Hard Times」とされることもある。
1905年にエジソン・マニュファクチャリング・カンパニーによって蝋管に録音され、これが本作のレコーディングが行なわれた初の例となった。以来多数のアーティストによってカバーされている。
南北戦争時代には、本作のパロディソングとなる「Hard Tack Come Again No More」が生み出された。

## 歌詞
Let us pause in life's pleasures and count its many tears,

While we all sup sorrow with the poor;

There's a song that will linger forever in our ears;

Oh!  Hard times come again no more.

Chorus:

'Tis the song, the sigh of the weary,

Hard Times, hard times, come again no more.

Many days you have lingered around my cabin door;

Oh! Hard times come again no more.

While we seek mirth and beauty and music light and gay,

There are frail forms fainting at the door;

Though their voices are silent, their pleading looks will say

Oh!  Hard times come again no more.

Chorus

There's a pale weeping maiden who toils her life away,

With a worn heart whose better days are o'er:

Though her voice would be merry, 'tis sighing all the day,

Oh!  Hard times come again no more.

Chorus

'Tis a sigh that is wafted across the troubled wave,

'Tis a wail that is heard upon the shore

'Tis a dirge that is murmured around the lowly grave

Oh!  Hard times come again no more.

Chorus

## カバー・バージョン

### ボブ・ディランによるカバー
1992年7月から8月にかけて、ボブ・ディランは1992年7月から8月にかけてカリフォルニア州マリブにある自宅のガレージスタジオで本作のカバー・バージョン「辛い時代」のレコーディングを行なった。プロデュースは、デビー・ゴールドが手がけた。1992年11月3日にアルバム『グッド・アズ・アイ・ビーン・トゥ・ユー』が発売され、「辛い時代」は「リトル・マギー」と「ステップ・イット・アップ・アンド・ゴー」の間の7曲目に収録された。
フィリップ・マーゴティンとジーン・ミシェル・ゲドンは、ディランによるカバー・バージョンについて「ディランのボーカルには深みがあり、歌はもの悲しく感じる」と評した。ディランのライブでは、1993年4月12日のルイスビル・センター・フォーザ・アーツ公演で初めて演奏されて以降、同年8月21日のメモリアル・スタジアム公演までの計30公演で演奏された。
クレジット
- ボブ・ディラン - ボーカル、ギター
- デビー・ゴールド - プロデューサー
- ミカジャ・ライアン - サウンド・エンジニア

### その他のアーティストによるカバー
1980年、ドリー・パートンはアルバム『9時から5時まで』に収録の「ハッシュ・バイ・ハード・タイムス」のイントロで本作を引用している（この部分の歌唱はボビー・オズボーンとソニー・オズボーンによるもの）。
1989年に矢野顕子がアルバム『WELCOME BACK』でカバー。
1995年に公開された映画『ジョージア』のサウンドトラックとして、メアリー・J. ブライジによるカバー・バージョンが使用された。
2004年にメイヴィス・ステイプルズがコンピレーション・アルバム『ザ・ソングス・オブ・フォスター〜ビューティフル・ドリーマー』でカバー。
2006年に柳原陽一郎がWarehouseとのコラボレーション・アルバムとして発売した『LADIES AND GENTLEMEN!』（「Warehouseと柳原」名義）で、独自の日本語詞をつけた「辛い日々はごりごりだ」としてカバー。
2009年にブルース・スプリングスティーンがハイド・パークで開催された「ハード・ロック・コーリング」で演奏。当時のライブ映像が翌年に発売されたライブDVD『ロンドン・コーリング:ライヴ・イン・ハイドパーク』に収録された。
2017年に公開された映画『サバイバルファミリー』の主題歌として、SHANTIによるカバー・バージョンが使用された。このカバー・バージョンは、同年に発売されたカバー・ベスト・アルバム『SHANTI sings BALLADS』に収録された。
2020年にアーロ・ガスリーとジム・ウィルソンが本作のカバー・バージョンを録音。このカバー・バージョンには、ほかにヴァネッサ・ブライアン、スタンリー・クラーク、アンディ・マッキーが参加した。